# Piękniś pomidorowy
Piękniś pomidorowy, żaba pomidorowa (Dyscophus antongilii) – gatunek płaza bezogonowego z rodziny wąskopyskowatych (Microhylidae), występujący na północno-wschodnich obszarach Madagaskaru. Gatunek ten zawdzięcza swoją nazwę jaskrawej skórze o kolorze zbliżonym do koloru pomidora. Zamieszkuje różne habitaty, a jego występowanie jest najlepiej udokumentowane w okolicach miasta Maroantsetra. Żywi się głównie stawonogami, na które poluje z ukrycia. Gatunek ten rozmnaża się przez cały rok. Dojrzałość płciową osiąga po 2–3 latach. Nie zagraża mu wyginięcie, ale liczebność niektórych jego populacji maleje.

## Morfologia
Z wyglądu D. antongillii jest bardzo podobny do spokrewnionego gatunku D. guineti. Nazwa pięknisia pomidorowego pochodzi od jego jasnej pomarańczowoczerwonej skóry przypominającej kolorem pomidor. Jaskrawy kolor skóry ma funkcję ostrzegawczą i informuje potencjalnych drapieżników, że skóra płaza jest toksyczna – może ona wydzielać niewielką ilość śluzu, która wywołuje podrażnienie na ludzkiej skórze. Ponadto zostały również opisane przypadki alergii u osób, które spożyły osobnika tego gatunku. Skóra na grzbiecie jest gładka i ma jednakowy kolor. Może za to przybierać ciemniejsze barwy pod fałdami grzbietowo-bocznymi. Ponadto obecny jest również czarny pasek biegnący od regionu za okiem pięknisia do tułowia. Spodnia część ciała oraz gardło mają kolor biały, możliwe jest również występowanie pojedynczych czarnych kropek. Kijanki oraz młode osobniki są czarnawe, a bardziej jaskrawe kolory przybierają kilka miesięcy po wykluciu.
U D. antongilii obecny jest dymorfizm płciowy. Samice są większe i osiągają długość 8,5–10,5 cm oraz masę 230 g, samce natomiast mierzą 6–6,5 cm, a ich masa dochodzi do 41 g. Skóra samców jest mniej jaskrawa i przybiera barwę żółtawą, niekiedy nawet brązową. Ponadto u samców dobrze widać nasieniowody na spodniej części ciała.
Zaobserwowano również regionalną zmienność w wyglądzie poszczególnych populacji – osobniki z regionu Maroantsetra były większe i cięższe od tych z Lapirano i Antary – prawdopodobnie w związku ze zwiększonym stężeniem składników odżywczych w wodzie.

## Zasięg występowania i habitat

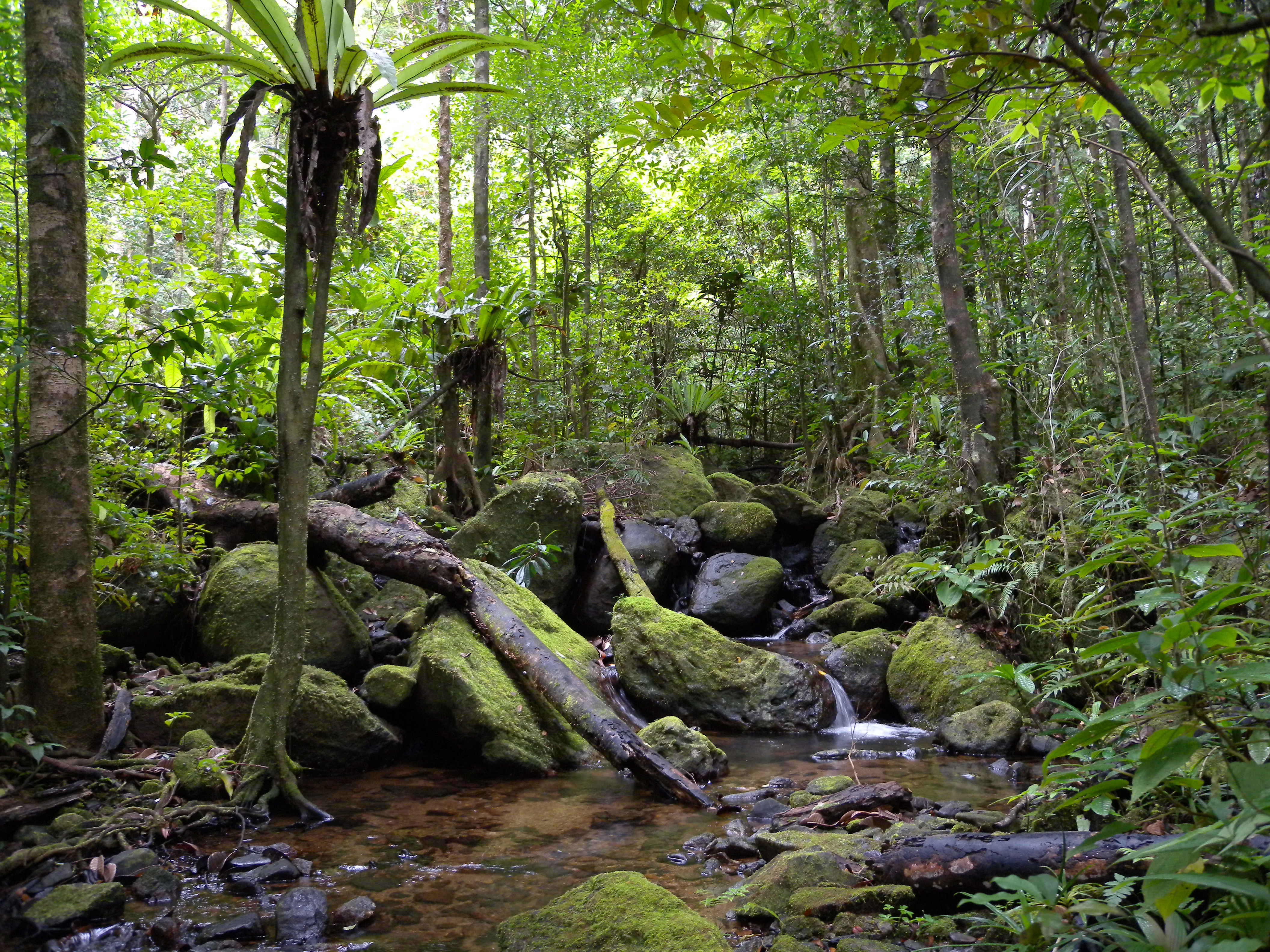
Park Narodowy Masoala – potencjalne miejsce występowania pięknisia pomidorowego

Żaba pomidorowa zasiedla północno-wschodni Madagaskar. Jej obecność została stwierdzona w Zatoce Antongila (od której pochodzi jej epitet gatunkowy), Andivoranto, Maroantsetra (najlepiej opisany obszar występowania tego gatunku), w rezerwacie Ambatovaky, Fizoana, Iaraka, Antaro, Lampirano, podano również inne potencjalne obszary występowania tego gatunku. Istnieje jednak podejrzenie, że opisane osobniki należały w rzeczywistości do gatunku D. guineti. Piękniś pomidorowy jest często przedstawiany jako ikona Parku Narodowego Masoala. Nieznany jest jednak obszar jego występowania w tym parku.
Gatunek ten zwykle spotykany jest do wysokości 200 m n.p.m. (maksymalnie do 600 m n.p.m.). Płaz wykazuje duży potencjał do adaptacji. Może występować w różnorakich siedliskach zapewniających mu schronienie, a także dostęp do wolno płynącej wody. Pięknisia pomidorowego widywano w lasach deszczowych, jak i na obszarach miejskich. Osobniki tego gatunku znajdowane są również często w stawach i rowach w pobliżu farm i miasteczek. W Maroantsetrze gatunek ten widywany jest także w ogrodach, i często jest tam łapany przez tubylców i pokazywany jako atrakcja turystyczna.

## Pożywienie

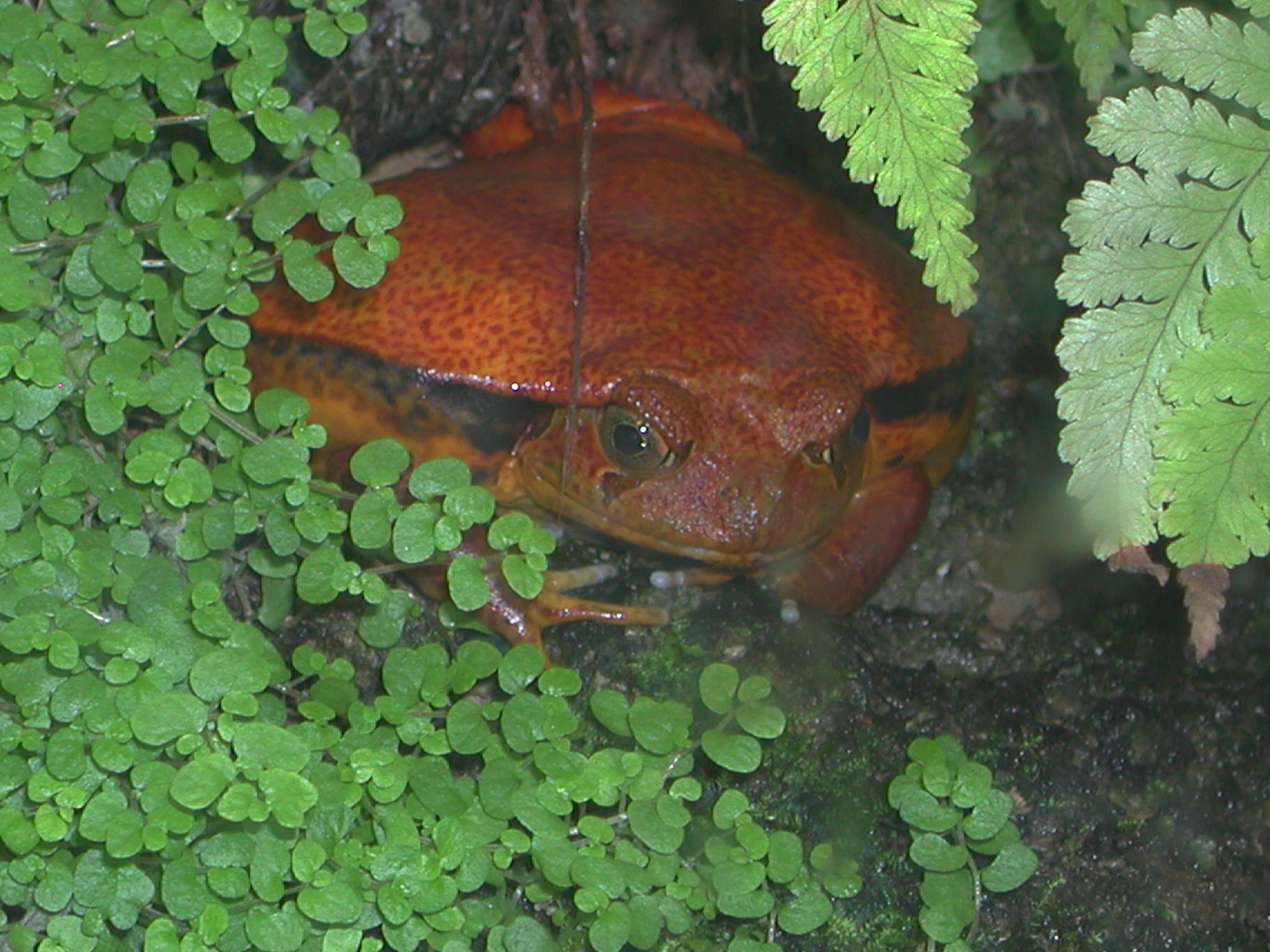
Piękniś pomidorowy poluje z ukrycia

Poluje z zasadzki. W naturze żywi się głównie stawonogami, a także małymi kręgowcami, w tym mniejszymi żabami pomidorowymi. W niewoli karmiony jest głównie świerszczami i larwami mącznika młynarka.

## Rozmnażanie i rozwój
Tak jak większość płazów rozmnażają się poprzez poligynandrię. Gatunek ten rozmnaża się przez cały rok. Samice składają 1000–1500 jaj w zbiornikach wodnych. Jaja składane są we wszystkich miesiącach (najwięcej w kwietniu i maju) poza listopadem. Kijanki wylęgają się po około 36 godzinach i żywią się cząstkami organicznymi odfiltrowanymi z wody. W niewoli przeobrażają się one w młode żabki miesiąc po wykluciu. Dojrzałość płciową osiągają po 2–3 latach. W naturze samice żyją do 11 lat, samce do 7, a w niewoli płazy te mogą żyć nawet ponad 12 lat. W niewoli rozmnażanie indukowane jest hormonalnie, a także poprzez symulację intensywnych opadów deszczu odpowiadających porze deszczowej.

## Ochrona
Pomimo że gatunek ten ma obecnie status najmniejszej troski (LC) w czerwonej księdze gatunków zagrożonych, zabroniony jest handel oraz eksport z jego naturalnych siedlisk. Populacja pięknisia pomidorowego w okolicach Maroantsetry maleje. Ponadto populacje D. antongilii charakteryzują się dużą homozygotycznością i niską różnorodnością genetyczną, co może utrudnić ewentualną ochronę tego gatunku w przyszłości. Mała różnorodność genetyczna spowodowana jest przez liczne zmiany wielkości populacji tego gatunku w holocenie, co spowodowało 50-krotne zmniejszenie efektywnej wielkości populacji D. antongilii w związku z efektem wąskiego gardła.